# Ярош, Киприан Николаевич
Киприан Николаевич Ярош (1854—1921) — русский философ права и публицист, профессор Харьковского университета.

## Биография
Родился в 1854 году. Происходил из дворянской семьи Курской губернии (Льговский уезд).
После Курской гимназии в 1876 году окончил юридический факультет Харьковского университета с оставлением при нём для подготовки к профессорскому званию на кафедре энциклопедии права и истории философии права. В 1877 году защитил диссертацию pro venia legendi (на получение права преподавать) на тему «Спиноза и его учение о праве»и был удостоен звания приват-доцента. Степень магистра получил в 1881 году, защитив диссертацию «История идеи естественного права. Ч. I»; с этого времени стал заведовать кафедрой энциклопедии права и истории философии права. В 1886 году защитил диссертацию на степень доктора государственного права: «Иеремия Бентам и его отношение к естественному праву».
После 25 лет преподавательской деятельности вышел в отставку и уехал за границу.
Умер в Монтрё 6 октября 1921 года.